# Lijst van oorlogsmonumenten in Huizen
De Nederlandse gemeente Huizen heeft 2 oorlogsmonumenten. Hieronder een overzicht.
| Nr.  | Object                          | Herdachte groep                                                                                              | Ontwerper                                                      | Onthulling | Type            | Locatie                                        | Plaats | Coördinaten                   | Foto            |
| ---- | ------------------------------- | --- | -------------------------------------------------------------- | ---------- | --------------- | ---------------------------------------------- | ------ | ----------------------------- | --------------- |
| 1238 | Verzetsmonument                 | militairen in dienst van het Ned. Kon. 1940-1945, burgerslachtoffers, vervolgden Nederland, verzet Nederland | Nicolaas van der Kreek (beeldhouwer), D.R. Hueting (architect) | 3 mei 1947 | beeld/sculptuur | Prins Bernhardplein, 1271 DD                   | Huizen | 52° 17' 50" NB, 5° 13' 55" OL | Verzetsmonument |
| 3048 | Oorlogsmonument                 | burgerslachtoffers                                                                                           |                                                                |            | kruis           | Randweg, 1272 LZ                               | Huizen | 52° 17' 11" NB, 5° 14' 46" OL | Oorlogsmonument |
|      | Negen Nederlandse oorlogsgraven | verzet Nederland, militairen in dienst van het Ned. Kon. 1940-1945, burgerslachtoffers                       |                                                                |            | grafmonument    | Ceintuurbaan, Oude Gemeentelijke Begraafplaats | Huizen | 52° 17' 47" NB, 5° 13' 56" OL |                 |
|      | Stolpersteine                   | vervolgden Nederland                                                                                         | Gunter Demnig                                                  |            | plaquette       | Zie Stolpersteine in Huizen                    | Huizen |                               |                 |

Aalsmeer ·
Alkmaar ·
Amstelveen ·
Amsterdam ·
Bergen ·
Beverwijk ·
Blaricum ·
Bloemendaal ·
Castricum ·
Den Helder ·
Diemen ·
Dijk en Waard ·
Drechterland ·
Edam-Volendam ·
Enkhuizen ·
Gooise Meren ·
Haarlem ·
Haarlemmermeer ·
Heemskerk ·
Heemstede ·
Heiloo ·
Hilversum ·
Hollands Kroon ·
Hoorn ·
Huizen ·
Koggenland ·
Landsmeer ·
Laren ·
Medemblik ·
Oostzaan ·
Opmeer ·
Ouder-Amstel ·
Purmerend ·
Schagen ·
Stede Broec ·
Texel ·
Uitgeest ·
Uithoorn ·
Velsen ·
Waterland ·
Weesp ·
Wijdemeren ·
Wormerland ·
Zaanstad ·
Zandvoort